# Matériel roulant des Chemins de fer du Doubs
Matériel roulant des Chemins de fer du Doubs est une liste du matériel roulant ferroviaire de la Compagnie des chemins de fer du Doubs (1910-1945).

## Locomotives

### Locotracteurs
En 1948 et 1949 furent mis en service trois locotracteurs construits par la Compagnie de chemins de fer départementaux à partir de châssis d'anciennes locomotives à vapeur.
| Illustration | Modèle / type | Réseau d'origine | Nombre | Numéros | En service | Hors service | Remarques |
| ------------ | --- | ---------------- | ------ | ------- | ---------- | ------------ | --------- |
|              | Locotracteur no 101 construit sur la base du châssis de la 030 T no 13, préservé en monument à la distillerie Damoiseau en Guadeloupe ; | CFD              | 1      | 101     |            |              |           |
|              | Locotracteur no 102 construit sur la base du châssis de la 030 T Corpet-Louvet no 7, préservé en attente de restauration au MTVS ;      | CFD              | 1      | 102     |            |              |           |
|              | Locotracteur no 103 construit sur la base du châssis de la 130 T Corpet-Louvet no 3, préservé en service au MTVS.                       | CFD              | 1      | 103     |            |              |           |

### Vapeur
| Illustration | Modèle / type                              | Réseau d'origine | Nombre | Numéros | En service | Hors service | Remarques               |
| ------------ | ------------------------------------------ | ---------------- | ------ | ------- | ---------- | ------------ | ----------------------- |
|              | Buffaud & Robatel 030T bicabine            | PM               | 3      | 1-3     | 1900       |              | Poids à vide 18 tonnes. |
|              | Corpet-Louvet 030T N° constructeur 946     | PM               | 1      | 4       | 1903       |              |                         |
|              | Corpet-Louvet 030T N° constructeur 947-949 | RFC              | 3      | 12-14   | 1904       |              | Ex-no 5 à 7 du M.M.     |
|              | Corpet-Louvet 030T N° constructeur 1034    | RFC              | 1      | 11      | 1906       |              | Remplace la 4 du M.M.   |
|              | Corpet-Louvet 030T N° constructeur 1035    | RFC              | 1      | 15      | 1906       |              |                         |
|              | Pinguély 130T N° constructeur 285          | PM               | 1      | 5       | 1913       |              |                         |
|              | Pinguély 130T N° constructeur 335          | RFC              | 1      | 16      | 1913       |              |                         |
|              | 040T                                       |                  |        | 21      |            |              |                         |

## Automotrices thermiques
| Illustration | Modèle / type                       | Réseau d'origine | Nombre | Numéros | En service | Hors service | Remarques       |
| ------------ | ----------------------------------- | ---------------- | ------ | ------- | ---------- | ------------ | --------------- |
|              | Berliet RBAD                        | CFD              | 1      |         | 1936       |              |                 |
|              | Berliet RBMC                        | CFD              | 2      |         | 1927       | 1939         |                 |
|              | Brissonneau et Lotz ex. Petit Anjou | CFD              | 4      |         | 1947       | 1952         | Ex. Petit Anjou |
|              | Renault NF                          |                  |        |         |            |              |                 |
|              |                                     |                  | AM 33  |         |            |              |                 |

## Voitures à voyageurs
| Illustration | Modèle / type                       | Réseau d'origine | Nombre | Numéros | En service | Hors service | Remarques                                 |
| ------------ | ----------------------------------- | ---------------- | ------ | ------- | ---------- | ------------ | ----------------------------------------- |
|              | Brissonneau et Lotz ex. Petit Anjou | CFD              | 1      |         | 1947       | 1952         | Ex. Petit Anjou, automotrice transformée. |
|              | Voitures à bogies                   | CFD              | 8      |         |            |              |                                           |

## Wagons
| Illustration | Modèle / type          | Réseau d'origine | Nombre | Numéros | En service | Hors service | Remarques |
| ------------ | ---------------------- | ---------------- | ------ | ------- | ---------- | ------------ | --------- |
|              | Fourgons à bagages     | CFD              | 2      |         |            |              |           |
|              | Wagons de marchandises | CFD              | 30     |         |            |              |           |